# Ernest Carrière
Pour les articles homonymes, voir Carrière.
Ernest Carrière (1857-1908) est un artiste peintre et céramiste français, frère de l'artiste Eugène Carrière.
Formé par son frère Eugène et Louis Devillez, Ernest Carrière expose au Salon des artistes français à partir de 1887, jusqu'en 1889. Puis il adhère à la Société nationale des beaux-arts et expose à leur salon de 1890 à 1908.
Il expose au Salon d'automne en 1903 et 1905, et en devient sociétaire ; il réside à cette époque villa Poirier. Durant cette période, la galerie Barbazanges lui propose deux expositions de ses céramiques, en novembre 1904 et en décembre 1905,.
Peu avant sa mort, il venait d'être nommé directeur de la création à la Manufacture de Sèvres.

## Collections publiques
- Vase, 1904, Paris, musée d'Orsay

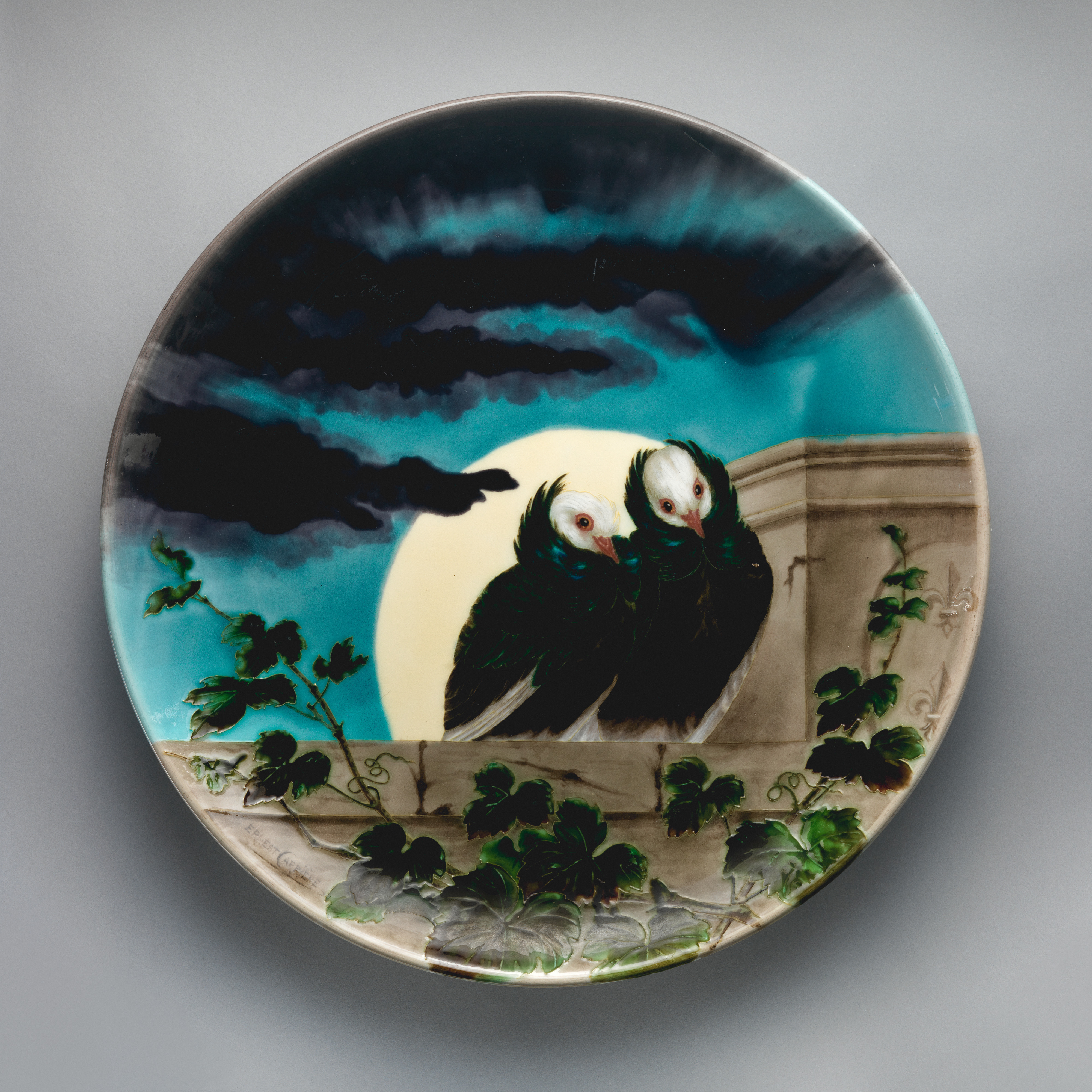
Plat décoré d'après Théodore Deck, vers 1890, Metropolitan Museum of Art.

- Hirondelles de mer, plat, 1892, Sèvres - Manufacture et Musée nationaux
- Série de plats peints, New York, Metropolitan Museum of Art
- Plat, avant 1908, Roubaix, musée d’Art et d’Industrie
- Vase grenouille, avant 1908, Vizille, musée de la Révolution française